# Law Enforcement Action Partnership
Law Enforcement Action Partnership, wcześniej Law Enforcement Against Prohibition (LEAP) – międzynarodowa organizacja edukacyjna typu non-profit, która działalność publiczną rozpoczęła w styczniu 2003 roku. LEAP posiada 100 lektorów oraz Radę Doradczą, w której skład wchodzą: gubernator stanu, czterech urzędujących sędziów Federalnego Sądu Okręgowego, szeryf, pięciu byłych szefów policji, burmistrz Vancouver w Kolumbii Brytyjskiej (Kanada) – były funkcjonariusz Królewskiej Kanadyjskiej Policji Konnej, były kolumbijski prokurator generalny, a z Wielkiej Brytanii były komisarz i główny śledczy Scotland Yardu, który był szefem operacyjnym policji antynarkotykowej w całej Anglii.

Pierwszą rzeczą, o której muszę Wam, moi drodzy, powiedzieć to fakt, iż amerykańska polityka „wojny z narkotykami” była, jest i zawsze będzie całkowitym i żałosnym niepowodzeniem. To nie jest wojna z narkotykami a z ludźmi – z naszymi ludźmi – z naszymi dziećmi, z naszymi rodzicami, z nami samymi.

Organizacja powstała z myślą o stworzeniu forum wypowiedzi dla obecnych i byłych funkcjonariuszy organów prawa, według których polityka walki z narkotykami poniosła i ponosi klęskę, oraz dla tych, którzy wspierają alternatywne rozwiązania mające na celu zmniejszenie śmiertelności, zapadalności na choroby, przestępczości i liczby osób uzależnionych od narkotyków.
Te cztery kategorie problemów i szkód miały być rozwiązywane poprzez prowadzenie wojny z narkotykami.